# Hornön
Hornön – miejscowość (småort) w Szwecji w gminie Kramfors w regionie Västernorrland. Około 86 mieszkańców.